# Coupable d'infidélité
Coupable d'infidélité (titre original : Omicidio su misura) est un téléfilm italien réalisé par Lamberto Bava et diffusé en 2012.
Ce téléfilm constitue le cinquième épisode de première saison de la série télévisée italienne 6 passi nel giallo.

## Synopsis
Randy Williams, un auteur à succès, est soupçonné par la police d'avoir assassiné sa femme, Isabel. Pour les enquêteurs, les inspecteurs Cassar et Woods, tous les indices accusent Randy, même s'ils n'ont pas suffisamment d'éléments pour l'inculper. Au cours d'une séance de dédicaces de son dernier roman, Randy fait la connaissance d'une troublante jeune femme, Lola, ignorant qu'elle est chargée de l'attirer dans un piège. Mais contre toute attente, Lola, elle-même victime de ses commanditaires, rallie la cause de Randy et tombe amoureuse de lui. Ensemble, Randy et Lola et vont tout mettre en œuvre pour démasquer le vrai coupable. Plusieurs témoins gênants trouveront la mort au cours de leurs investigations...

## Fiche technique
- Titre original : Omicidio su misura (épisode 5, Saison 1 de la série 6 passi nel giallo)
- Réalisation : Lamberto Bava
- Scénario : Alberto Ostini et Stefano Piani
- Photographie : Giovanni Canevari
- Musique : Alessandro Molinari
- Pays :  Italie
- Production :
- Durée : 100 minutes

## Distribution
- Rob Estes (VF : Maurice Decoster) : Randy Williams
- Clayton Norcross (VF : Éric Marchal) : Zack
- Paolo Seganti (VF : Jean-Pierre Michael) : Cassar
- Ana Caterina Morariu (VF : Catherine Desplaces) : Lola
- Marcus J. Cotterell (VF : Tugdual Rio) : Shawn Woods
- Matt Patresi (VF : Mathieu Buscatto) : Henry Burke
- Federica Famea : Cinthia

- Version française
  - Société de doublage : Mediadub International [1]
  - Direction artistique : Jean-François Vlérick[1]

Source VF : RS Doublage